# Golf de Kachchh
El golf de Kachchh o Kutch és un entrant de la mar d'Aràbia a la costa del Gujarat, que separa l'extrem costaner nord-oest de l'estat del Gujarat (districte de Kachchh) de la part occidental de la península de Kathiawar (districte de Jamnagar i en una petita part el districte de Rajkot).
La profunditat màxima de les seves aigües és de 122 metres. La seva longitud és de 160 km i l'amplada mitjana de 48 km. La ciutat principal a la seva costa és Jamnagar i els rius principals que hi desguassen, tots a la part sud, són el Nun, Sasoi, Sihan, Fuljar i Ghi. Al seu extrem sud a la part propera a la mar d'Aràbia hi ha algunes illes, de les quals les principals són la Beyt Shankhodhar (just enfront de Okhamandal), Bhaidar, Nora i Chank, però altres illes segueixen al llarg de la costa sud entre la badia de Pindara i el llogaret de Navlakhi just al límit interior. Les puntes que marquen el golf a la part exterior són al nord la punta Mudwha (a l'oest de la punta Navinal) prop de Mandvi, i al sud la punta Okha.